# 天羽英二
天羽英二（日語：天羽 英二/あもう えいじ，1887年8月19日—1968年7月31日），日本外交官，曾任日本驻瑞士、意大利大使，1934年发表了日本侵华的行动不许外国干涉的《天羽声明》。

## 生平
1887年，出生于德岛县。1912年，毕业于东京高等商业学校。
1923年，任广州总领事。1925年，任哈尔滨总领事。1927年，任驻华使馆头等参赞。1929年，任驻苏联使馆参事。1933年，任日本外务省情报部长。1934年，任日本外务省发言人。1937年，任驻瑞士大使。1939年，任驻意大利大使。1941年，任外交部副部长。
1945年，作为甲级战犯被捕。1948年，释放。1968年，去世。